# Aspern

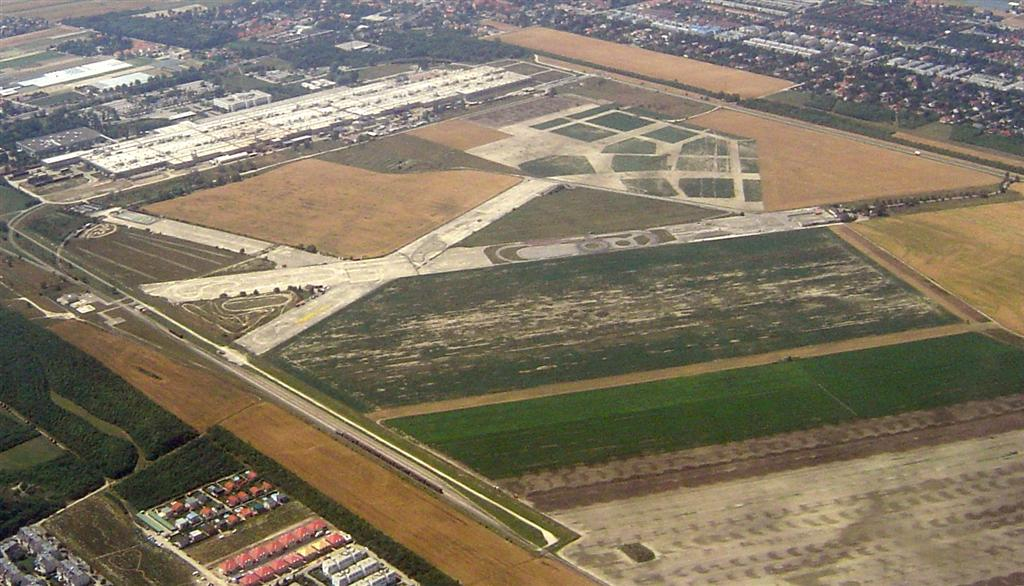
Vliegveld van Aspern

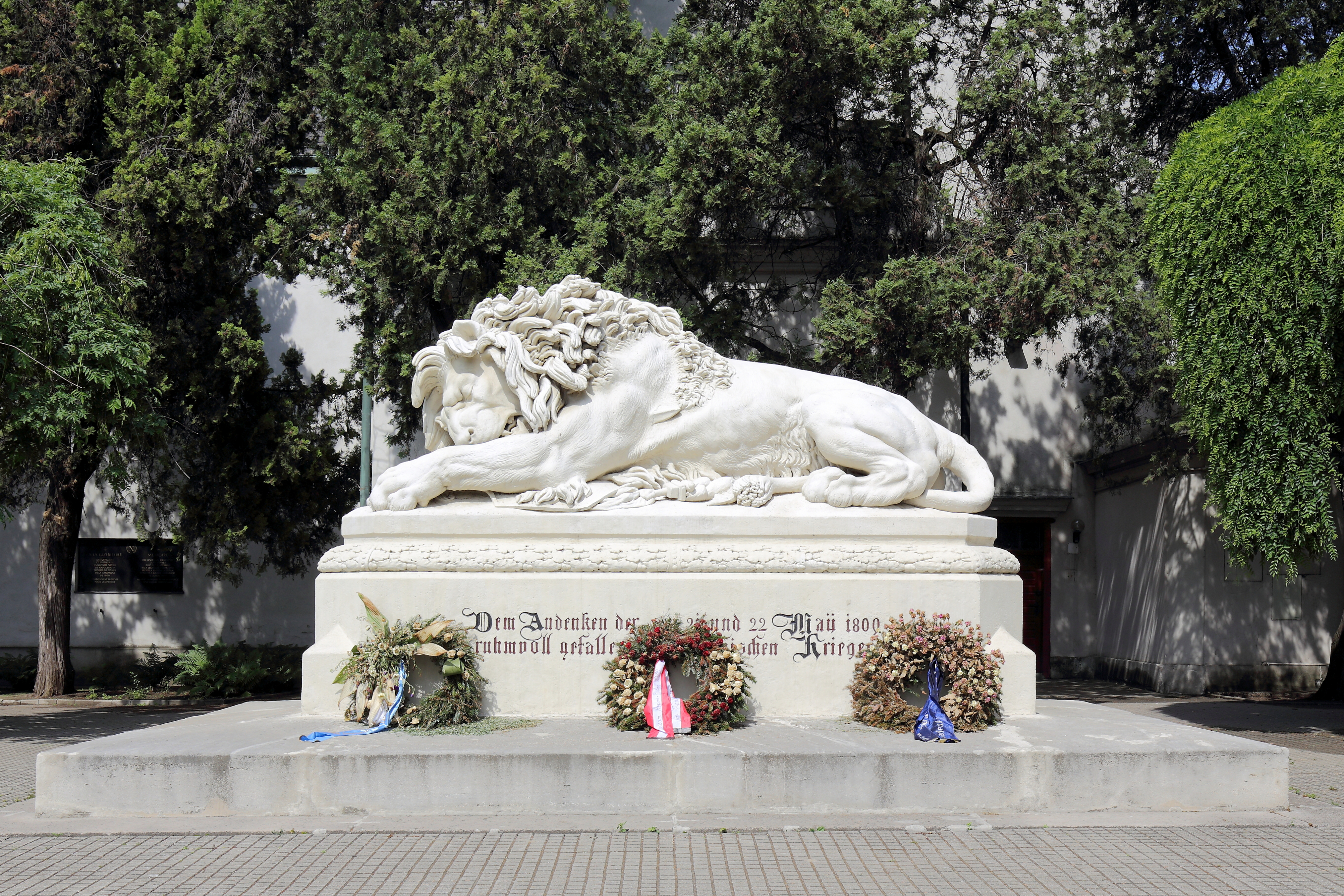
De stenen leeuw die herinnert aan de Slag bij Aspern-Essling.

Aspern is een deel van Donaustadt, het 22ste district van Wenen.
In 1904 werd het voormalig onafhankelijke dorp Aspern bij Wenen ingevoegd als onderdeel van het 21ste district, Floridsdorg. In 1946 werd de stad ingedeeld bij een nieuw 22ste district, Donaustadt. Het gebied is bekend door de Slag bij Aspern-Essling, die werd uitgevochten bij de rivier de Lobau op 21 en 22 mei 1809. Bij die slag vocht het Oostenrijkse leger, onder leiding van aartshertog Karel van Oostenrijk-Teschen, tegen Napoleon. Een stenen leeuw voor de deur van de kerk van St. Martin uit 1858 herinnert aan de slag.
In 1912 werd Aspern Airfield geopend, een vliegveld dat het centrum voor de Oostenrijkse burger- en militaire luchtvaart bleef tot de Tweede Wereldoorlog. Na de oorlog werd het gebruikt door de Sovjet-Unie. In 1977 werd het vliegveld gesloten nadat Vienna International Airport nabij Schwechat in 1954 werd geopend.
Aan een verlenging van de Metro van Wenen naar Aspern wordt momenteel gebouwd. Naar verwachting zal het traject in 2013 geopend worden. Er zijn plannen om een kunstmatig meer met kantoren en vakantiehuizen in het gebied te aan te leggen.